# Władysław Wolski (1923–1991)
Władysław Wolski (ur. 28 lipca 1923 w Perzanowie w powiecie kępińskim, zm. 6 lipca 1991) – polski urzędnik, działacz rad narodowych, przewodniczący prezydium Miejskiej Rady Narodowej Szczecina (1953–1954).

## Życiorys
Urodził się w rodzinie chłopskiej. Po zakończeniu II wojny światowej uzyskał zatrudnienie w administracji powiatu sycowskiego. W 1950 został sekretarzem prezydium Powiatowej Rady Narodowej w Sycowie, następnie zaś przewodniczącym prezydium rady tegoż stopnia w Głogowie. Od 1952 kierował Wydziałem Organizacji prezydium Wojewódzkiej Rady Narodowej w Szczecinie (odpowiednik obecnego Urzędu Wojewódzkiego). 5 marca 1953 objął przewodnictwo nad prezydium Miejskiej Rady Narodowej w Szczecinie, które sprawował do 30 listopada 1954. Po odwołaniu z funkcji spowodowanym negatywną oceną pracy został skierowany do pracy w prezydium Wojewódzkiej Rady Narodowej w Krakowie. 
Od 1946 należał do PPS, następnie był działaczem PZPR.